# Aploploides stenocephalum
Aploploides stenocephalum är en insektsart som beskrevs av Rehn, J.A.G. och Morgan Hebard 1938. Aploploides stenocephalum ingår i släktet Aploploides och familjen Phasmatidae. Inga underarter finns listade i Catalogue of Life.